# Søs Søby
Søs Søby (født 11. marts 1991 i Aalborg) er en tidligere dansk A-landsholdsspiller i håndbold. Hun nåede at spille i Nøvling IF, Visse IF, Aalborg DH, Viborg HK og København Håndbold inden hun måtte stoppe karrieren pga. en alvorlig hjernerystelse. Søs Søby var med på ungdomslandsholdet, da Danmark vandt bronze ved Ungdoms-VM i håndbold i 2008, samt OL bronze ved Ungdoms OL i 2009. Hun vandt DM bronze med Viborg HK i 2013 og vandt Golden League med A-landsholdet i 2014. 
Hun pådrog sig en hjernerystelse i en landskamp mod Brasilien i 2014, men kom aldrig til at spille igen. Hun stoppede officielt karrieren i 2017.

## Links
- http://www.nordjyske.dk (Webside ikke længere tilgængelig)
- Europa mesterskab 2007 Arkiveret 11. maj 2012 hos  Wayback Machine
- https://www.tv2nord.dk/artikel/pytlick-beroert-af-nordjydes-karrierestop-jeg-har-taenkt-meget-paa-det Arkiveret 13. maj 2017 hos  Wayback Machine
- http://tv.tv2.dk/video/bGFrZXZpbGRyZWRuaW5nMTExMDE0 Arkiveret 14. februar 2022 hos  Wayback Machine